# Chipping Norton Castle
Chipping Norton Castle ist eine abgegangene Burg im Nordwesten des Marktes Chipping Norton in der englischen Grafschaft Oxfordshire.
Von der hölzernen normannischen Motte, die bald nach der normannischen Eroberung Englands im Jahre 1066 entstanden sein muss, sind heute nur noch der 6 Meter hohe Mound und Erdwerke zu sehen. Sie gelten als Scheduled Monument.